# Università cattolica del Congo
L'Università Cattolica del Congo (in francese: Université catholique du Congo), abbreviata anche come UCC, è un istituto di istruzione superiore privato cattolico nella Repubblica democratica del Congo. È un'istituzione della Chiesa cattolica congolese. L'UCC trae origine dalle Facoltà cattoliche di Kinshasa (Facultés catholiques de Kinshasa), fondate nel 1957.

## Storia

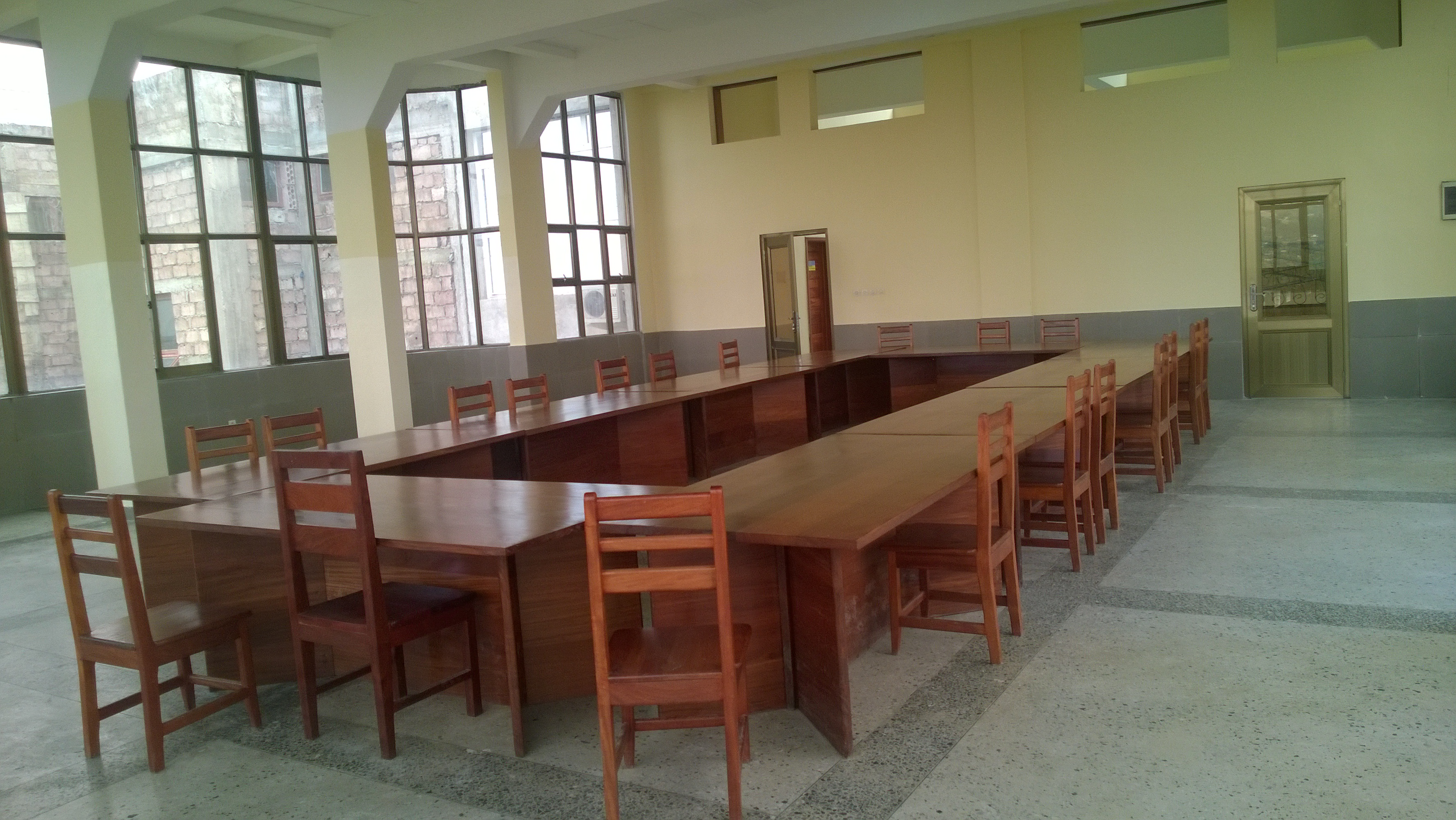
Sala riunioni per studenti.

L'Università cattolica del Congo è un ateneo rinomato che fu fondato nel 1987 dalla Conferenza episcopale dello Zaire, con il nome di Faculté de Théologie Catholique de Kinshasa (Facoltà di teologia cattolica di Kinshasa), poi diventato Facultés Catholiques de Kinshasa (FCK). L'istituzione aveva quindi due facoltà: la Facoltà di Teologia e la Facoltà di Filosofia. Nel luglio 1989, il Comitato permanente dei vescovi decise di creare una terza facoltà, quella di Scienze e tecniche dello sviluppo, ridenominata nell'anno accademico 2000-2001 col nome di Facoltà di economia e sviluppo. Nella stessa sessione del luglio 1989, si decise anche di istituire un Dipartimento di Diritto Canonico all'interno della Facoltà di Teologia. Nel giugno 1991, lo stesso comitato deliberò anche di creare una quarta facoltà: la Facoltà di Comunicazione sociale, che fu inaugurata ufficialmente nell'ottobre 1993.
Al termine della riunione del Consiglio superiore del giugno 2007, il comitato permanente dei vescovi decise di fondare una sesta facoltà: la Facoltà di Giurisprudenza e Scienze politiche, che aprì i battenti nell'ottobre 2009. Dopo cinque anni, nell'ottobre 2013, si divise in due facoltà: la Facoltà di Giurisprudenza e la Facoltà di Scienze Politiche.
Vista la levatura delle facoltà cattoliche di Kinshasa, l'assemblea plenaria del luglio 2009 la proclamò ufficialmente Università cattolica del Congo (UCC), i cui statuti erano già stati approvati nel 2003, mentre i regolamenti interni lo erano dal 2008.
Oggi l'Università cattolica del Congo offre un programma diversificato per facoltà e livelli, dal 1° al 3° ciclo, caratterizzato dall'interdisciplinarità, dalla promozione della cultura generale e dei valori cristiani.
L'Università cattolica del Congo (UCC) possiede due campus: il primo nel cuore di Kinshasa, a Limete; il secondo, nella parte occidentale della città, nel comune di Mont Ngafula. I due suddetti campus sono integrati nel tessuto urbano di Kinshasa.
Il campus di Mont Ngafula si trova nella parte occidentale della città di Kinshasa, nel comune di Mont Ngafula, vicino alla parrocchia di Sainte Rita, di fronte al quartiere Cité-verte. Comprende tre facoltà: Teologia, che detiene la cattedra fra le facoltà dell'Università Cattolica del Congo, Filosofia e Comunicazioni sociali. L'edificio è costruito su tre livelli, a forma di croce di Gesù, con ogni ala che forma un gruppo di auditorium. 
Il Campus di Limete, che comprende quattro facoltà, si trova in avenue de l'Universitén, nel centro di Kinshasa, nel Comune di Limete, vicino alla parrocchia di Saint Raphaël, proprio accanto al Centro Pastorale di Lindonge. Le facoltà organizzate nella sede di Limete sono le seguenti: Diritto Canonico, Economia e Sviluppo, Giurisprudenza e Scienze Politiche. L'amministrazione dell'università ha sede in questo luogo, che comprende anche una grande biblioteca, un centro di ricerca, uffici, una farmacia e alcuni ristoranti e terrazze frequentati dagli studenti.

## Facoltà
L'insegnamento è organizzato in nove facoltà: 
- Facoltà di Teologia (FTH);
- Facoltà di Diritto canonico (FDC);
- Facoltà di Filosofia (FPH);
- Facoltà di Economia e sviluppo (FED);
- Facoltà di Comunicazione sociale (FCS);
- Facoltà di Giurisprudenza (FDR);
- Facoltà di Scienze politiche (FSPO);
- Facoltà di Scienze informatiche (FSI);
- Facoltà di Medicina.

## Infrastrutture
L'UCC comprende anche un centro di ricerca e linguistico e una scuola di management, inaugurata nel 2018. Gli studenti hanno inoltre accesso a una sala di lettura e a un'ampia biblioteca collegata alla rete Mikanda.
Si distingue dalle altre istituzioni della capitale per la sua rigorosa disciplina e la sua lotta contro la corruzione e l'inquinamento ambientale. 

L'UCC è direttamente accessibile con i mezzi pubblici. C'è un ampio parcheggio per i veicoli che accompagnano gli studenti e i veicoli dei professori sono vicini a tutti gli edifici.